# Саниакоб (Бистрица-Насауд)
Саниакоб (рум. Sâniacob) насеље је у Румунији у округу Бистрица-Насауд у општини Лекинца. Oпштина се налази на надморској висини од 314 m.

## Становништво
Према подацима из 2002. године у насељу је живело 254 становника, од којих су сви румунске националности.